# Safari (Browser)
Safari ist ein Webbrowser des Unternehmens Apple. Er gehört zum Lieferumfang von macOS, iOS, iPadOS und visionOS. Safari verwendet Apples Open-Source-Browser-Engine WebKit.
Ab der Version Mac OS X Panther (2003) gehört Safari zum Lieferumfang von Mac OS (heute macOS) und ersetzte den vorher mitgelieferten Microsoft Internet Explorer für Mac als Standard-Browser. Von Version 3 bis 5 war Safari auch für Windows verfügbar. Ab Version 6 erscheinen die neuen Versionen parallel zu den Veröffentlichungen der neuen Betriebssystemversionen.

## Geschichte
Safari basierte anfangs auf der Browser-Engine KHTML und der JavaScript-Engine KJS aus der K Desktop Environment. Beide werden von Apple im gemeinsamen Projekt WebKit als eigenständige Software WebCore (KHTML) und JavaScriptCore weiterentwickelt.

### Beta-Phase
Während der Entwicklung des Browsers stand keine Namensgebung für die spätere finale Version fest. Erst im Monat vor der Produktfreigabe wurde der finale Name „Safari“ gewählt. Als mögliche Namensalternativen standen „Alexander“, „iBrowse“ oder „Freedom“ zur Auswahl.

### Safari 1
Die erste Version von Safari wurde auf der Macworld 2003 von Steve Jobs vorgestellt. Damit war es die erste Alternative zu Netscape, Opera und Internet Explorer, die damals die Vorherrschaft auf dem Betriebssystem OS X hatten.

### Safari 3
Safari 3.0 erschien am 11. Juni 2007 auf Apples Entwicklerkonferenz WWDC in einer Beta-Version und wurde erstmals auch auf Windows XP und Vista portiert. Die letzte unter Windows 2000 lauffähige Version ist 3.0.3, mit deaktivierter JavaScript-Funktion ist Version 3.2.3 die letzte. Die Windows-Version wurde laut dem Unternehmen innerhalb von 48 Stunden mehr als eine Million Mal heruntergeladen. Für Windows war zunächst eine Beta-Version verfügbar, die einige Instabilitäten zeigte. Die Benutzeroberfläche der Windows-Versionen lag ausschließlich in englischer Sprache vor.
Am 18. März 2008 erschien die Version 3.1 für Mac OS X und Windows. Mit dieser Version verließ die Windows-Fassung das Beta-Entwicklungsstadium, sie war erstmals auch in deutscher Sprache erhältlich. Außerdem wurde die Unterstützung aktueller Webstandards wie CSS3 verbessert.
Neu in der am 13. November 2008 veröffentlichten Safari-Version 3.2 war ein Phishing-Schutz und eine verbesserte Identifizierung von Online-Unternehmen.

### Safari 4

Safari 4 unter Microsoft Windows XP

Am 24. Februar 2009 gab Apple eine „Public Beta“ von Safari 4 frei. Laut Apple sollte diese bis zu viermal schneller als der Vorgänger Safari 3 sein. Neuerungen waren unter anderem Cover Flow für besuchte Webseiten, eine sogenannte TopSite-Funktion, die die meistbesuchten Websites in einer grafischen Übersicht darstellt, und eine Suchfunktion, die diese Webseiten durchsucht. Dank der neuen Nitro-Engine führt Safari JavaScript deutlich schneller aus. Die „Public Beta“ erschien für Mac OS X und Windows XP/Windows Vista und bestand den Acid3-Test. Am 8. Juni 2009 erschien die fertige Version von Safari 4.

### Safari 5
Am 7. Juni 2010 erschien die Version 5.0 mit verbesserter HTML5-Unterstützung (u. a. mit Geolocation), erhöhter JavaScript-Geschwindigkeit und einem Safari-Reader zur verbesserten Darstellung von Artikeln, bei der der Inhalt hervorgehoben und der Rest der Webseite ausgeblendet wird. Weiterhin ist es nun möglich, Bing oder Yahoo als Standard-Suchmaschine zu wählen. Unter Windows verfügte Safari nun über Hardware-Beschleunigung.
Ab Version 5.0.1 bietet Safari – ähnlich wie Firefox, Opera oder Google Chrome – die Möglichkeit, Erweiterungen zu installieren.
Die Version 5.1 benutzt das neue WebKit2-Framework, wodurch die Darstellung der Webseiten in einen eigenen Prozess ausgelagert werden kann. Dies erhöht die Stabilität des Programmes, da Programmierfehler in der Browser-Engine nicht mehr zum Absturz des gesamten Browsers führen können. Unter Mac OS X Lion läuft der ausgelagerte Darstellungsprozess zur Verbesserung der Sicherheit in einer Sandbox.

### Safari 6
Am 25. Juli 2012 erschien Safari zusammen mit OS X Mountain Lion, für Mac OS X Lion ist die neue Version als Software-Aktualisierung verfügbar. Zu den neuen Funktionen zählen u. a. ein vereinheitlichtes Such- und Adressfeld, Synchronisierung geöffneter Tabs mit iOS-Geräten via iCloud, die Unterstützung des Do-Not-Track-Headers und der Web Audio API. Die Reader-Funktion ist erreichbar über einen größeren und auffälligeren Knopf am rechten Rand der Adressleiste, der sich blau verfärbt, sobald von einer Website ein Artikel aufgerufen wird. Ab Version 6.1 wird anstelle der Schrift Palatino nunmehr Georgia verwendet, die eine bessere Bildschirmdarstellung ermöglicht.
Version 6 wurde nicht mehr für Windows veröffentlicht.

### Safari 7
Zusammen mit dem im Sommer 2013 präsentierten neuen Apple-Betriebssystem OS X Mavericks wurde eine neue Version von Safari vorgestellt, deren Verbesserungen laut Apple insbesondere in der Geschwindigkeit beim Rendern von Websites und dem Verarbeiten von JavaScript-Anwendungen liegen. Die finale und erste der Öffentlichkeit zugängliche Version ist am 22. Oktober 2013 im Zuge der Veröffentlichung von Mac OS X 10.9 Mavericks erschienen.

### Safari 8
Safari 8 wurde ab Oktober 2014 zusammen mit OS X Yosemite verteilt. Neu aufgenommen wurde vor allem die Unterstützung für die Darstellung von 3D-Grafiken mittels WebGL sowie die Unterstützung für das Netzwerkprotokoll SPDY. Verschlüsselte Videos können mit HTML5 Premium Video wiedergegeben werden.

### Safari 9
Der am 30. September 2015 veröffentlichte Safari 9 wurde nicht nur für das gleichzeitig freigegebene Betriebssystem OS X El Capitan, sondern auch für die beiden älteren Systeme OS X Mavericks und OS X Yosemite bereitgestellt. Die neuen Features in dem Release können aber nur unter El Capitan genutzt werden. Dazu zählen eine tab-bezogene Kontrolle über die Tonwiedergabe, eine neue Darstellung im Reader und Neuerungen beim Ausfüllen von Webformularen. Nachgerüstet wurde das bereits von anderen Webbrowsern bekannte Fixieren von Tabs, die man öfter nutzt, damit diese nicht versehentlich geschlossen werden. Hinzu kommen eine Reihe von Sicherheitsupdates und -features.

### Safari 10
Safari 10 kam am 20. September 2016 zusammen mit macOS Sierra auf den Markt. Wie schon der Vorgänger ist Safari 10 wieder zwei Generationen abwärtskompatibel, hier also bis zu Version OS X Yosemite, wobei nicht alle neuen Funktionen bei den älteren Systemen anwendbar sind. Insgesamt wurden diesmal noch mehr Kopplungen an das Betriebssystem gelöst. Neuerungen sind unter anderem eine Bild-in-Bild-Funktion, die Integration von Apple Pay, erstmals auch die sogenannten App-Erweiterungen, bei denen Softwareentwickler nunmehr auch die Möglichkeit haben, eigene Anwendungen mit Safari-Plug-ins auszustatten und als Erweiterungen anzubieten. Des Weiteren wurden Lesezeichenansicht und Verwaltung umfassend überarbeitet, eine standardmäßige Abschaltung von Flash-Inhalten eingeführt, der zu diesem Zeitpunkt neueste JavaScript-Standard (2015) unterstützt, sowie eine Kompatibilität mit der Force-Touch-Technologie integriert.

### Safari 11
Apple veröffentlichte am 17. August 2016 eine erste lauffähige Developer-Preview zum Herunterladen, mit weiteren Releases in Folge. Standardmäßig blockiert Safari 11 alle Autoplay-Videos, die eine Tonspur haben. Im Optionen-Fenster kann die automatische Reader-Funktion aktiviert werden, um nur Text und Bilder darzustellen und Seitennavigation und Werbung auszublenden. Per Intelligent Tracking Prevention (ITP) kann die Erfassung des Surfverhaltens, das seitenübergreifende Tracking (Cross-Site-Tracking), durch Machine-Learning-Algorithmen auch bei eingeschalteten Cookies dezimiert werden. Werbefirmen warfen Apple daraufhin Sabotage vor, weil ihre Cookies zur Einblendung personalisierter, seitenübergreifender Werbeanzeigen binnen 24 Stunden getilgt werden. Apple verteidigte ITP, weil damit legitime Werbung nicht geblockt werde, sondern nur das Tracking des kompletten Browserverlaufs eines Nutzers.

### Safari 12
Safari 12 wurde am 17. September 2018 veröffentlicht und ist für die Systeme macOS Sierra 10.12.6, macOS High Sierra 10.13.6 sowie macOS Mojave 10.14 verfügbar.

### Safari 13
Am 19. September 2019 veröffentlichte Apple Safari 13. Diese Version des Browsers ist ab macOS High Sierra 10.13.6 bzw. macOS Mojave 10.14.5 lauffähig und außerdem standardmäßig in macOS Catalina 10.15 enthalten, welches am 7. Oktober 2019 erschien.

### Safari 14
Am 16. September 2020 wurde Safari 14 für macOS Catalina und macOS Mojave veröffentlicht. In macOS Big Sur, iPadOS 14 und iOS 14 ist Safari 14 bereits integriert. Mit dieser Version werden erstmals HTTP/3, WebP, HDR Video und automatische Seitenübersetzungen unterstützt. Mit Safari 14 endet außerdem die Unterstützung für Flash-Inhalte.

### Safari 15
Am 20. September 2021 erschien iOS 15 und iPadOS 15, diese hatten Safari 15 vorinstalliert; am 21. September 2021 wurde Safari 15 separat von macOS Monterey für alle Macs mit macOS 10.15 Catalina und macOS 11 Big Sur veröffentlicht.
Neue Funktionen sind u. a. ein neues Tableisten-Design, das das Suchfeld und die Tableiste zusammenführt und stark komprimiert und im Falle von iOS 15 diese am unteren Ende des Bildschirms platziert, die Möglichkeit zum Erstellen eigens angelegter Tabgruppen, das automatische Umleiten auf eine https-Version einer Website, eine Sprachsuche und das Ändern der IP-Adresse gegenüber Trackern und gegebenenfalls Websites mittels iCloud-Private-Relay.
Außerdem gibt es noch einige technische Änderungen:
Safari unterstützt WebGL 2 jetzt standardmäßig.
CSS color() function, CSS Logical Properties und IndexedDB werden jetzt voll unterstützt.
Website-Entwickler haben die Möglichkeit mithilfe von dem theme-color Meta Tag die Farbe der Tableiste von Safari auf ihrer Website anzupassen.

### Safari 16
Am 12. September 2022 erschien Safari 16 für macOS Monterey 12 und macOS Big Sur 11 sowie für iOS 16.5. Die aktuelle Version 16.5 wurde am 18. Mai 2023 veröffentlicht und ist für Big Sur 11 die letzte von Apple unterstützte Version.

### Safari 17
Am 17. September 2023 erschien Safari 17.0 für macOS Monterey 12, macOS Ventura 13 und macOS Sonoma 14 sowie für iOS 17.
Die letzte Version 17.6 erschien am 29. Juli 2024.

### Safari 18
Am 16. September 2024 erschien Safari 18.0 für macOS Ventura 13 und macOS Sonoma 14 sowie für iOS 18, iPadOS 18 und visionOS 2.
Die aktuelle Version 18.2 erschien am 11. Dezember 2024.

## Eigenschaften

Entwicklerkonsole in Version 7

Safari unterstützt die meisten aktuellen WWW-Standards, darunter CSS 3, HTML5, XSLT, XHTML 1.1 und JavaScript. Zudem lieferte Apple am 31. Oktober 2005 als erster Hersteller einen Browser (Safari 2.0.2), der den Acid2-Test besteht. Dieser Test überprüft unter anderem die Konformität des getesteten Webbrowsers zu den Standards des World Wide Web Consortium (W3C).
Bei einer Untersuchung der Unterstützung der W3C-Standards (sog. Empfehlungen) erreichte Safari in der Version 6.0 eine Quote von 94 % der getesteten Eigenschaften. Die gleiche Quote erreichte auch Opera 12.1. Mozilla Firefox 17.0 erreichte sogar 95 % der Eigenschaften, Internet Explorer 10.0 hingegen lediglich 86 %.
Zum Rendern von HTML-Seiten verwendet Safari Apples WebKit, ein C++-Framework mit Objective-C-API (in der Mac-OS-X-Variante), das auf der KHTML-Bibliothek des KDE-Projekts basiert. Dazu hat Apple eine Abspaltung (englisch fork) davon erstellt, bei der einige Änderungen vorgenommen wurden, einerseits, um eine verbesserte Anbindung an andere Mac-OS-X-Bibliotheken zu ermöglichen, andererseits, um die Darstellung zu verbessern. In zukünftigen Versionen des WebKits werden Standards der WHATWG implementiert werden.

### Funktionen
Wie andere moderne Browser unterstützt Safari die Navigation mit Registerkarten („Tabbed Browsing“) und bietet einen Pop-up-Blocker.
Eine besondere Eigenschaft von Safari ist die Funktion „SnapBack“, die das Zurückkehren zur Ausgangsseite ermöglicht.
Ähnlich anderen mitgelieferten Programmen im Betriebssystem OS X können zahlreiche Gesten, beispielsweise zur Navigation oder zum Vergrößern und Verkleinern genutzt werden. Das Programm unterstützt Farbmanagement. Seit Safari 2.0, das als Bestandteil von Mac OS X Tiger 10.4 seit dem 29. April 2005 zur Verfügung steht, enthält es die Funktion „privater Modus“ zum Surfen ohne Cache, Cookies und andere Datenspuren.

### iOS-Funktionen
- Unbegrenzte Anzahl an offenen Seiten
- Kombinierte Such- und Adressleiste
- iCloud-Schlüsselbund zur Speicherung von Kontodaten, Passwörtern (optionale, zufallsgenerierte Passwortgenerierung möglich) und Kreditkartennummern
- Lesezeichen-Synchronisation zwischen Safari (iOS) und Safari (macOS), Mozilla Firefox (Windows) oder Google Chrome (Windows)
- Ein Bild gedrückt halten ermöglicht es, dieses ins Fotoalbum zu sichern oder in die Zwischenablage zu kopieren.
- Seiten als Lesezeichen („Web Clips“) auf dem Homescreen setzen.
- Speziell angepasste Seiten im Vollbild öffnen.

Die Einstellungen von Safari für iOS können angepasst werden, um den Datenschutz zu optimieren.

## Datenschutzverstoß durch Google
Das Wall Street Journal machte Anfang 2012 bekannt, dass Google einen Weg gefunden hatte, Cookies in Safari zu speichern, obwohl der Nutzer dies generell nicht gestattet hatte. Google wurde deswegen durch die US-Handelsbehörde FTC im August 2012 zu einer Strafe von 22,5 Millionen US-Dollar verurteilt.

## Verbreitung
Im Februar 2019 war Safari mit 15,56 Prozent laut StatCounter nach Google Chrome weltweit der am zweithäufigsten verwendete Browser, wenn man Desktopanwendung und mobile Nutzung zusammenrechnet. Der Anteil bei ausschließlich mobiler App (Smartphone) liegt bei 21,29 Prozent, bei Tablets bei 67,32 Prozent (deutlich vor allen anderen) und im Vergleich zu allen Browsern, die im Desktopbereich genutzt werden, bei lediglich 5,77 Prozent.